# Spathius erythrocephalus
Spathius erythrocephalus är en stekelart som beskrevs av Wesmael 1838. Spathius erythrocephalus ingår i släktet Spathius och familjen bracksteklar. Arten är reproducerande i Sverige. Inga underarter finns listade i Catalogue of Life.